# Бен Сегир, Салим
Сали́м Бен Сеги́р (фр. Salim Ben Seghir; родился 24 февраля 2003 года в Сен-Тропе, Франция) — французский футболист марокканского происхождения, нападающий клуба «Олимпик Марсель».

## Клубная карьера
Бен Сегир — воспитанник клубов «Коголино» и «Ницца». 2019 году для получения игровой практики Салим начал выступать за дублирующий состав. 29 ноября 2020 года в матче против «Дижона» он дебютировал за последний в Лиге 1. Летом 2021 года Бен Сегир перешёл в «Олимпик Марсель». 10 апреля в матче против «Монпелье» он дебютировал за новый клуб, выйдя на замену Амину Ариту.

## Международная карьера
В 2022 году в составе юношеской сборной Франции Бен Сегир принял участие в юношеском чемпионате Европы в Израиле. На турнире он сыграл в матчах против команд Словакии, Румынии и Италии.